# Xây dựng quá trình bán hàng
Xây dựng quá trình bán hàng là hoạt động xây dựng và thiết kế quá trình bán hàng sao cho tốt hơn. Mục đích của công việc này là tạo ra những cách tốt hơn để bán hàng, giúp cho những nỗ lực của nhân viên bán hàng trở nên hiệu quả hơn. Hoạt động này được mô tả là "việc ứng dụng một cách có hệ thống các nguyên tắc khoa học và toán học để đạt được mục tiêu thực tế của một quá trình bán hàng cụ thể". Selden, người thực hiện nghiên cứu, đã chỉ ra rằng theo định này, doanh số bán hàng chính là đầu ra của một quá trình liên quan đến nhiều bộ phận khác nhau trong một tổ chức chứ không phải chỉ công việc thuộc về "bộ phận bán hàng". Các lĩnh vực chính để mở rộng việc ứng dụng xây dựng quá trình bán hàng bao gồm bán hàng, tiếp thị và dịch vụ khách hàng.
Hoạt động này còn được gọi là "kỹ thuật tạo phễu bán hàng".

## Lịch sử
Ngay từ những năm 1900-1915, những người ủng hộ quản lý khoa học, như Frederick Winslow Taylor và Harlow Stafford Person, đã nhận ra rằng ý tưởng của họ có thể được áp dụng không chỉ với lao động thủ công hoặc những người làm công việc chuyên môn hóa, mà nó còn áp dụng được cả với người quản lý, chuyên gia và người bán hàng. Họ chính là những nngười đã sáng tạo ra hình thức đầu tiên về xâu dựng quá trình bán hàng. Vào thời điểm đó, các giác quan hậu chiến của thuật ngữ kỹ thuật bán hàng và kỹ thuật bán hàng vẫn chưa tồn tại; Person được gọi là nỗ lực của mình "kỹ thuật bán hàng".
Sự phát triển của cuộc sống công ty hiện đại trong những năm 1920 đến thập niên 1960, tìm cách áp dụng phân tích và tổng hợp để cải thiện các phương pháp của tất cả các chức năng trong một doanh nghiệp. Sau khi tờ báo nổi tiếng NBC Whitepaper năm 1980 có tiêu đề "Nếu Nhật Bản có thể... Tại sao chúng ta không thể?" những năm 1980 và 1990 chứng kiến sự xuất hiện của một loạt các phương pháp tiếp cận, chẳng hạn như tái cấu trúc quy trình kinh doanh, Quản lý chất lượng toàn diện, Six Sigma và Sản xuất tinh gọn. Chắc chắn một số người tham gia vào các sáng kiến này đã cố gắng bắt đầu áp dụng những gì họ đã học được vào bán hàng và tiếp thị.
Ví dụ, Cas Welch là công cụ thiết kế và lắp đặt chương trình Chất lượng Tổng thể của Westinghouse Electric. Là một trong những chương trình như vậy đầu tiên trong ngành công nghiệp Mỹ, nó đã được mô phỏng bởi các công ty khác và các cơ quan chính phủ. Kiểm toán của ông về các văn phòng bán hàng của Westinghouse khiến ông nhận ra rằng các công ty đã nhầm lẫn với giả định rằng chất lượng được áp dụng chủ yếu cho các sản phẩm. "Sự tập trung của họ là loại bỏ những con ruồi khỏi súp sau khi khách hàng than phiền, không nấu súp mà không có ruồi ở nơi đầu tiên... khi nó sẽ rẻ hơn và tốn thời gian cho nhân viên bán hàng để làm điều đó đúng lần đầu tiên."
James Cortada là một trong những chuyên gia tư vấn quản lý của IBM về chất lượng thị trường. Cuốn sách của ông TQM cho bán hàng và quản lý tiếp thị là nỗ lực đầu tiên để giải thích lý thuyết về TQM trong bối cảnh bán hàng và tiếp thị. George Antoin Smith, Jr. ở Naperville, IL, tốt nghiệp ngành Kỹ sư điện của Đại học Purdue, đã từng là Kỹ sư bán hàng thành công và Giám đốc kinh doanh của các thành phần điện tử của Hewlett Packard cho các OEM. Năm 1989, George Smith đã nhận được Giải thưởng Câu lạc bộ của Chủ tịch HP về sự nghiệp xuất sắc trong tổ chức bán hàng của HP. Năm 1992, ông bắt đầu một công ty tư vấn để chứng minh cho các nhà quản lý bán hàng cách họ có thể đo lường và cải thiện năng suất bán hàng một cách chiến lược. Ông cũng đã viết Kiểm toán chất lượng bán hàng. Todd Youngblood, một cựu IBMer, trong cuốn sách của ông The Dolphin and the Cow (2004) nhấn mạnh "ba nguyên tắc cốt lõi": cải tiến liên tục quy trình bán hàng, đo lường để đánh giá định lượng tỷ lệ và mức độ cải tiến và quy trình bán hàng được xác định rõ.
Trong khi đó, một giám đốc điều hành khác của IBM, Daniel Stowell, đã tham gia vào việc mở rộng của IBM từ việc bán phần cứng vào những năm 1960 và 70 'cách duy nhất nó biết cách thức, thông qua bán hàng trực tiếp "cho công ty đầu tiên sử dụng kênh thị trường một dự án được gọi là "Kiểm tra tiếp thị kênh thay thế". Ý tưởng là kết hợp các kỹ thuật tiếp thị trực tiếp đáp ứng để hoàn thành công việc của nhân viên bán hàng trực tiếp và sáng kiến này khá thành công. Đáng chú ý là câu chuyện của ông minh họa sự cần thiết của "sự đồng thuận quản lý" của đội ngũ bán hàng. Cách truyền thống quản lý nhân viên bán hàng không hoạt động khi các thành viên trong nhóm phải phát triển một cách bán hàng mới được áp dụng trong 14 văn phòng bán hàng khác nhau trên khắp Hoa Kỳ.
Văn hóa bán hàng dựa trên trực giác và cảm giác ruột, không phải trên dữ liệu và logic toán học như văn hóa hoạt động xuất sắc. Tuy nhiên, nhiều người bên trong phong trào chất lượng có thể thấy rằng tư duy khoa học nên áp dụng cho bán hàng và tiếp thị. Paul Selden "Kỹ thuật xử lý bán hàng, Hội thảo cá nhân" là một nỗ lực nữa để chứng minh tính ứng dụng của lý thuyết và công cụ quản lý chất lượng đối với chức năng bán hàng. Cuốn sách đã áp dụng 14 điểm của Deming và các công cụ đo lường chất lượng (chẳng hạn như tờ séc, biểu đồ chạy, biểu đồ, vv), trong ngữ cảnh bán hàng. Trong khi cuốn sách đã làm một công việc tuyệt vời để giải thích lý thuyết quản lý, giống như hầu hết các cuốn sách khác cho đến thời điểm này, nó thiếu các ví dụ thực tế chứng minh cách các biện pháp đó thực sự đã giúp người bán bán hàng.
Sau đó, vào năm 2006, Michael Webb đã viết Bán hàng và Tiếp thị Six Sigma Way. Với hơn 20 năm kinh nghiệm trong lĩnh vực bán hàng, quản lý và đào tạo bán hàng B2B, Webb là người đầu tiên giải thích cách định hướng khoa học, đo lường của quá trình xuất sắc có thể giúp người bán hàng bán hàng.
Ông chỉ ra rằng mục đích của việc bán hàng là để có được khách hàng hành động, và điều này là cơ bản khác với mục đích sản xuất. Nhân viên bán hàng luôn biết rằng họ phải thu hút sự chú ý của khách hàng, thời gian  và niềm tin của họ nếu họ từng có cơ hội kiếm được bất kỳ khoản tiền nào của họ. Webb chỉ ra các hành động của khách hàng xác định liệu giá trị hoặc lãng phí đã được tạo ra hay chưa. Ông bao gồm các ví dụ về trường hợp của các công ty B2B mà quản lý của họ đã sử dụng dữ liệu để thực hiện các thay đổi đã cải thiện chuyển đổi từ 100% trở lên. Nó đã chứng minh (cả về cộng đồng chất lượng lẫn cộng đồng bán hàng) rằng các công cụ theo định hướng dữ liệu của khoa học có thể giúp khách hàng mua và bán hàng. Nó thể hiện một giải pháp thay thế có giá trị đối với cách tiếp cận thông thường của quản lý chỉ là lặp lại "Bản sửa lỗi thông thường" chẳng hạn như đào tạo bán hàng hoặc CRM, thường có ít hiệu quả đo lường hoặc bền vững về năng suất. Cuốn sách kiếm được 4,5 sao trên Amazon và bán được hơn 21 nghìn bản.
Brent Wahba, một kỹ sư có nền tảng về Tinh gọn tại GM và Delphi Automotive, cũng thấy rằng nguyên nhân gốc rễ vẫn chưa thâm nhập vào văn hóa quản lý bán hàng và tiếp thị. Cuốn sách của ông "The Fluff Cycle," chỉ trích các tác giả viết về kinh doanh trong bán hàng và tiếp thị. Ông nhận thấy rằng phương pháp "thực hành tốt nhất" truyền thống cũng như những hiểu biết của các chuyên gia tư vấn bán hàng thường không hoạt động trong thời gian dài. Quan điểm của ông là điều này là chính xác bởi vì họ được cấy ghép từ bên ngoài công ty, chứ không phải là kết quả của những người bên trong công ty cải thiện suy nghĩ của họ về những vấn đề họ phải đối mặt.
Tuy nhiên, quan điểm của Wahba không phải là một quan điểm mới. Trong cuốn sách Tư vấn tác động cao của mình, Robert Shaffer đã đưa ra một tuyên bố vang dội về tất cả các loại tư vấn - không chỉ bán hàng và tiếp thị: "Cho dù phân tích và khuyến nghị của nhà tư vấn sáng suốt và sáng suốt như thế nào, họ chỉ trả tiền cho khách hàng Kết quả là nhiều dự án tư vấn không đóng góp nhiều như họ có thể vì khoảng cách thực hiện, và rất nhiều sản phẩm hầu như không mang lại lợi ích lâu dài." Như Edwards Deming nói "Nó không xảy ra cùng một lúc  Không có bánh pudding tức thì."
Phương pháp khoa học cho phép cá nhân giải quyết vấn đề. Khi một kỹ sư thành công với một vấn đề khó khăn, anh ta hoặc cô ấy có thể trở thành một anh hùng cho công ty của mình. Nó có thể không thực sự quan trọng nếu không ai khác hiểu làm thế nào họ đã làm nó. Tuy nhiên, các công ty yêu cầu nhiều người khác nhau cộng tác nếu các vấn đề về bán hàng và tiếp thị phải được giải quyết. Và mọi người không thể cộng tác mà không cần học và chia sẻ một cách tiếp cận rõ ràng để xác định bằng chứng, tạo ra các lý thuyết và thử nghiệm.
Hầu hết các giám đốc điều hành không được dạy để chú ý đến cách nhân viên của họ suy nghĩ và giải quyết vấn đề. Thay vào đó, như được mô tả bởi Brian Joiner trong cuốn sách Fourth Generation Management của mình, họ có khuynh hướng ra lệnh các hoạt động họ muốn mọi người làm theo (gọi là quản lý "thế hệ thứ 2"), hoặc (khi thất bại) đưa ra các mục tiêu mà không quan tâm đến cách chúng sẽ đạt được (được gọi là quản lý "thế hệ thứ ba").
Năng suất bán hàng đã giảm do những thay đổi trong hành vi của khách hàng. Ví dụ: Google và CEB gần đây đã báo cáo rằng các công ty B2B đang tránh xa nhân viên bán hàng cho đến khi có tới 60 đến 70% quy trình ra quyết định của công ty họ đã hoàn tất. Các công ty nghiên cứu bán hàng và tiếp thị, chẳng hạn như Forrester, thường thừa nhận rằng các nhân viên bán hàng đang mong đợi khó khăn trong việc đảm bảo các mục tiêu doanh thu. Báo cáo CSO đã được báo cáo rằng dự báo doanh thu trung bình có xác suất thắng thấp hơn so với đặt cược vượt qua tại các bảng craps ở Las Vegas. Có lẽ không ngạc nhiên khi tỷ lệ doanh thu của nhân viên bán hàng thường là 40% trở lên.
Trong môi trường này, một số công ty đang tìm kiếm các giải pháp thay thế. Robert Pryor chỉ ra trong cuốn sách của mình, Bán hàng tinh gọn, rằng "Tinh gọn là một phương pháp luận cách mạng hóa các quy trình sản xuất sản phẩm và cung cấp dịch vụ, và Tư duy Tinh gọn rằng nắm bắt các nguyên tắc của nó là những ý tưởng quản lý gây rối và biến đổi nhất kể từ cuộc cách mạng công nghiệp đã bắt đầu hơn 100 năm trước."
Tư duy quản lý tiên tiến như vậy đang chứng minh rằng các nguyên tắc cơ bản của hoạt động xuất sắc là quan trọng đối với các CEO. Đó là bởi vì từ vựng và các khái niệm về hoạt động xuất sắc cung cấp cho các CEO với khuôn khổ để thu hút mọi người cải thiện tư duy của họ. Ví dụ, nhận ra rằng kết quả trong kinh doanh là do hành vi của con người, giải thưởng Shingo cho sự xuất sắc trong sản xuất tập trung vào niềm tin gây ra hành vi của con người. Mô hình Shingo không bắt đầu bằng cách dạy cho mọi người những công cụ được sử dụng trong quá trình xuất sắc, như đã là chuẩn mực cho 50 năm trong tất cả các hình thức cải tiến quy trình. Thay vào đó, nó bắt đầu bằng cách giúp mọi người hiểu các nguyên tắc cơ bản giải thích TẠI SAO những công cụ này hoạt động. Ví dụ, "Tìm kiếm sự hoàn hảo" là một nguyên tắc vốn tận dụng mong muốn của con người tự nhiên muốn cuộc sống của họ trở nên tốt hơn. "Embrace Scientific Thinking" là một nguyên tắc chứng tỏ cách chúng ta học một cách tự nhiên. Với các nguyên tắc làm nền tảng, khi mọi người tìm thấy chính mình trong lĩnh vực mà các công cụ được phát minh để sản xuất không dễ dàng áp dụng (như bán hàng và tiếp thị), họ có thể sử dụng các nguyên tắc đó để phát triển các công cụ phù hợp để giải quyết các vấn đề trong tầm tay.
Cách tiếp cận này không giả định (như hầu hết các công ty đào tạo bán hàng và các công ty CRM giả định) rằng một quy trình là một thứ gì đó được trao cho một nhóm bán hàng từ bên ngoài công ty hoặc từ một người nào đó cao hơn trong tổ chức. Thay vào đó, nó nhận ra rằng quá trình phải được bắt nguồn từ những người chịu trách nhiệm thực hiện công việc. Đó là sự hiểu biết tốt nhất của họ về cách đạt được các mục tiêu mà công ty mong muốn.
Điều này thể hiện những thách thức đặc biệt đối với người quản lý và cơ hội cho doanh nghiệp. Internet đã cách mạng hóa cách các công ty mua và bán. Đã đến lúc bán hàng và quản lý tiếp thị để cách mạng hóa chính nó thông qua việc áp dụng các nguyên tắc hợp lý. Đây là những gì kỹ thuật quá trình bán hàng là về.
Ví dụ về điều này được tìm thấy trong cuốn sách năm 2014 của Michael Webb về chủ đề, Quy trình bán hàng xuất sắc. Tác phẩm được xuất bản riêng này trình bày hơn 40 ví dụ công nghiệp từ các tệp khách hàng của Webb minh họa chi tiết lý do tại sao bán hàng và tiếp thị cần hoạt động xuất sắc và cách hoạt động xuất sắc thay đổi và cải thiện quản lý bán hàng và tiếp thị.

## Hướng đi trong tương lai
"Hầu hết các đột phá trong hoạt động đều được bắt đầu bằng các cuộc cách mạng trong đo lường". Cuộc cách mạng như vậy sẽ được kích hoạt bởi hai xu hướng cơ bản khác nhau.
Xu hướng đầu tiên là để các doanh nghiệp có ý định hợp lý hơn trong việc sử dụng ngôn ngữ của họ để xác định bằng chứng mà các nhà tiếp thị và người bán của họ đang thấy. Các nhà lãnh đạo kinh doanh không còn có thể đủ khả năng để cho phép người của họ ném xung quanh các thuật ngữ như "khách hàng" hoặc "khách hàng tiềm năng đủ điều kiện" mà không định nghĩa hoạt động chúng.
Sau đó, như sự rõ ràng và nhất quán của những gì các thuật ngữ này đề cập đến trong thực tế, xu hướng thứ hai sẽ trở nên vô cùng mạnh mẽ. Xu hướng đó là khả năng "đo lường" các tương tác giữa nhân viên bán hàng và khách hàng của họ để cung cấp khả năng hiển thị cho các vấn đề trong quy trình bán hàng và mua hàng.
Ví dụ, các sản phẩm phần mềm ngày nay cho phép các nhóm bán hàng theo dõi hoạt động của họ và phản ứng của khách hàng ở mức chi tiết cao hơn nhiều so với trước đây. Loại phản hồi này, nếu được người quản lý bán hàng sử dụng hiệu quả, có khả năng nâng cao và duy trì hiệu suất của nhóm bán hàng hiệu quả. Ví dụ về điều này có thể được tìm thấy tại www.amacus.com và www.hubspot.com.

## Quá trình bán hàng
Nói chung, một quá trình được thiết lập các hoạt động, thông qua đó các luồng công việc, nhằm vào một kết quả chung. Quy trình xác định cách thức được biết nhiều nhất để thực hiện công việc hoặc hoàn thành mục tiêu. Quy trình được sử dụng để tạo ra sản phẩm hoặc cung cấp dịch vụ cho khách hàng.
Quy trình bán hàng đơn giản là một loại dịch vụ đặc biệt. Chúng khác với các quy trình dịch vụ khác trong một sự tôn trọng chính. Giá trị được tạo bởi quy trình bán hàng được xác định bởi người nhận dịch vụ có thực hiện hành động mà bạn muốn họ thực hiện hay không. Ví dụ: trang đích trên trang web có thể được coi là một loại quy trình bán hàng. Dòng tiêu đề, bản sao nội dung, lời chứng thực và gọi hành động tạo giá trị trong phạm vi họ thu hút khách truy cập vào trang để cung cấp thông tin được yêu cầu (thường là tên và địa chỉ email của họ, v.v.). Tương tự như vậy một bài thuyết trình đề xuất từ một nhân viên bán hàng tạo ra giá trị trong phạm vi người nhận chấp nhận đề xuất và mua những gì được cung cấp.

## Lý do
Lý do có quy trình bán hàng được suy nghĩ cẩn thận bao gồm quản lý rủi ro người bán và người mua, tương tác khách hàng được chuẩn hóa trong quá trình bán hàng và tạo doanh thu có thể mở rộng. Tiếp cận chủ đề từ quan điểm "quy trình" cung cấp cơ hội sử dụng các công cụ thiết kế và cải tiến từ các ngành khác và các ngành theo định hướng quy trình. Joseph Juran đã quan sát rằng "không có lý do gì mà nguyên tắc quen thuộc về chất lượng và quy trình kỹ thuật của chúng tôi sẽ không hoạt động trong quy trình bán hàng".
Thật không may, trong khi điều này là đúng, ông cũng không nhận ra thách thức duy nhất được đưa ra bởi môi trường bán hàng, điều này khiến cho việc tiếp nhận suy nghĩ ít nhiều trở nên khó khăn hơn nhiều. Ví dụ, trong quản lý của một lực lượng bán hàng (12 Ed. P. 66) bởi Rich, Spiro và Stanton một "quá trình bán hàng" được trình bày bao gồm tám bước. Đó là:
- Tìm kiếm / liên hệ ban đầu
- Preapproach - lập kế hoạch bán hàng
- Xác định và thẩm vấn chéo
- Cần đánh giá
- Trình bày
- Đặt ra mục tiêu
- Đạt được cam kết
- Theo sát

Mô tả quá trình bán hàng như vậy chỉ từ quan điểm của người bán. Đây là một vấn đề lớn [cần nguồn dẫn], bởi vì khách hàng sẽ không tuân theo một quy trình không tạo ra giá trị cho họ . Điều này thiếu giá trị khách hàng trình bày một tiến thoái lưỡng nan đặc biệt cho nhân viên bán hàng. Đó là bởi vì khi các nhà quản lý cho rằng các quy trình được tuân theo mà không quan tâm đến giá trị mà họ tạo ra cho khách hàng, các quy trình trở nên ngày càng khó theo dõi. Do tính chất con người, sự sắp xếp này thường bảo đảm sự phân rã trong hiệu suất theo thời gian.
Cách sắp xếp hiệu quả hơn là cung cấp cho người lao động một mục tiêu, cùng với một quy trình để đạt được nó, và sau đó hỏi họ xem họ có thể cải thiện quy trình để vượt mục tiêu hay đạt được nó dễ dàng hơn không. Điều này tham gia vào tâm trí của những người tham gia một cách tự quan tâm phục vụ công nhân, người quản lý và khách hàng.
Khi nhân viên bán hàng được thử thách, như một nhóm, tìm cách tốt hơn để bán, xử lý ngôn ngữ là phương tiện không thể thiếu để cho phép họ đo lường nguyên nhân và hiệu quả, xác định các bước có vấn đề và phát triển các cách cải tiến. Chúng cho phép dự đoán số lượng bán hàng dựa trên hành động của khách hàng.